# Sistemas económicos comparados
La economía de los sistemas económicos comparados es un subcampo de la economía que trata sobre el estudio comparativo entre dos o más sistemas de organización económica, tales como el feudalismo, el capitalismo, el socialismo o las modernas economías mixtas.
La economía comparativa por lo tanto consistía principalmente en el análisis comparativo de los dos sistemas económicos hasta entonces contendientes, pero hacia el año 1990 cambió sustancialmente sus esfuerzos en pos del estudio de los efectos económicos causados por la experiencia de transición del socialismo al capitalismo
(justamente al contrario de lo teorizado por marxismo, el cual desde mediados del siglo XIX estipulaba que era “inevitable” la transición revolucionaria y violenta del capitalismo al socialismo).

## Durante la Guerra Fría
El estudio comparativo de los sistemas económicos tuvo una significativa importancia política y práctica durante el transcurso de la denominada Guerra Fría (aproximadamente 1947-1991), la cual tuvo a los Estados Unidos y a la antigua Unión Soviética como los máximos exponentes o representantes del capitalismo y el comunismo (más precisamente el socialismo real), los cuales fueron los dos grandes sistemas de organización económica tras la victoria de ambos países en la Segunda Guerra Mundial (1939-1945).
Durante las cuatro décadas y media que siguieron a la segunda posguerra los respectivos méritos relativos de ambos sistemas alternativos de organización económica que por entonces competían fueron un tema central de la agenda de preocupación y de discusión política, fenómeno que fue potenciado por algunos esfuerzos propagandísticos provenientes de los dos bandos en pugna, tales como la recordada carrera espacial (la cual tuvo lugar aproximadamente entre 1957 y 1975).
Una de las más importantes contribuciones tempranas iniciales al debate sobre el cálculo económico en relación con la aseveración realizada por Ludwig von Mises (1881-1973) respecto de que un sistema de planificación centralizada nunca podría funcionar (aisladamente o en el vacío) porque la información generada por el sistema de precios -la cual es bastante mayor de lo que podría llegar a pensarse a simple vista- nunca estaría disponible para servir de guía a los planificadores. En particular, en 1920 von Mises publicó en idioma alemán un artículo titulado Die Wirtschaftsrechnung im sozialistischen Gemeinwesen (“El problema del cálculo económico en la comunidad socialista”), en relación con el por entonces novedoso sistema económico soviético.
En el caso de la URSS, algunos planificadores llegaron a usar catálogos de tiendas por departamentos estadounidenses, para tener una referencia de los precios relativos entre distintos bienes o productos.
Una respuesta a este problema fue el de la implementación parcial del denominado sistema de autogestión en la antigua República Socialista Federal de Yugoslavia, bajo el mando de Josip “Tito” Broz (1892-1980). Otra bastante más exitosa es la del socialismo de mercado que ha estado caracterizando a China desde fines de 1978, cuando comenzó su apertura económica bajo el gobierno hasta su muerte encabezase Deng Xiaoping (1904-1997). En este último caso, los precios de mercado coexistieron inicialmente con aquellos puestos por los planificadores centrales, antes de que los primeros se terminasen prácticamente imponiendo.

## Después de 1989
Luego de la caída del tristemente célebre Muro de Berlín (1961-1989), el cual hasta cierto punto anticipó o presagió la caída o desintegración de la propia Unión Soviética a fines de 1991, la disciplina prácticamente desapareció de los cursos o programas curriculares de economía(pt) de las principales universidades occidentales. De hecho, el centro o foco de atención de desplazó hacia los problemas que estaban experimentando las economías de transición, sobre todo de Europa Oriental, en particular entre los años 1990 y 1995.
Con un puñado de excepciones, casi todos los países del mundo tienen actualmente un sistema económico basado en alguna que otra variante del capitalismo, incluyendo a la República Popular China y a Vietnam, a pesar de que esas naciones tienen sendos partidos comunistas en el poder. No obstante, el sustancial papel o rol económico que los diferentes Estados han tenido durante los últimos años permite sostener en gran medida la tesis alternativa que la economía mixta ha emergido como la forma dominante de organización económica.
Incluso ante la ausencia de grandes o sustanciales diferencias entre los distintos países, el estudio comparativo de los sistemas económicos de asignación de recursos es de considerable valor para ilustrar las implicaciones o implicancias de métodos alternativos de ese tipo, incluyendo mercados, familias, asignación centralizada y costumbres.